# پیه‌اش را به تنت بمال
پیه‌اش را به تنت بمال (انگلیسی: Face the Music) که در آمریکا با نام دستکش سیاه (انگلیسی: The Black Glove) به نمایش درآمد، یک فیلم جنایی درام بریتانیایی به کارگردانی ترنس فیشر است که در سال ۱۹۵۴ منتشر شد.